# 383
Évszázadok: 3. század – 4. század – 5. század
Évtizedek: 330-as évek – 340-es évek – 350-es évek – 360-as évek – 370-es évek – 380-as évek – 390-es évek – 400-as évek – 410-es évek – 420-as évek – 430-as évek
Évek: 378 – 379 – 380 – 381 –  382 – 383 – 384 – 385 – 386 – 387 – 388

## Események

### Római Birodalom
- Flavius Merobaudest és Flavius Saturninust választják consulnak.
- Theodosius császár társuralkodói (augustus) rangra emeli öt éves fiát, Arcadiust.
- Meghal Gratianus császár felesége, Constantia. A császár hamarosan újranősül, Syria kormányzójának lányát, Laetát veszi el.
- Gratianus Raetiában hadakozik az alemannok ellen. Katonái lázonganak, mert a császár kivételezik pogány alánokból álló testőrségével.
- Britanniában fellázad Magnus Maximus hadvezér és császárrá kiáltja ki magát. Átkel Galliába, ahol Lutetia közelében találkozik Gratianus seregével. A császár csapatai átállnak a lázadókhoz, így Gratianus elmenekül, de Lugdunumban utolérik és meggyilkolják.
- Formálisan Gratianus öccse, a 12 éves II. Valentinianus lesz a nyugati birodalomrész császára, de Theodosius a gót háború pusztításai miatt képtelen fegyveresen fellépni a trónbitorló Magnus Maximus ellen és tárgyalásokat kezdeményez.
- Theodosius vandál származású hadvezérét, Stilichót követségbe küldi a Szászánidákhoz, hogy a hosszan tartó béke érdekében tárgyaljon Örményország megosztásáról.

### Szászánida Birodalom
- Meghal II. Ardasír király. Utóda fia, III. Sápur.

### Kína
- Fu Csien, a Korai Csin állam császára hadjáratot indít a Csin-dinasztia állama ellen, de a Fej-folyói csatában súlyos vereséget szenved. A császárt nyíl sebesíti meg, hatalma megrendül, országszerte felkelések kezdődnek ellene.

## Születések
- Troyes-i Lupus, püspök

## Halálozások
- augusztus 25. – Gratianus római császár (* 359)
- II. Ardasír, szászánida király
- Flavia Maxima Constantia, Gratianus felesége
- Dalmáciai Iszaakiosz, szerzetes, teológus
- Szent Orsolya, mártír
- Szent Frumentius, püspök, Akszúm keresztény hitre térítője
- Wulfila, püspök, a gótok keresztény hitre térítője

## Fordítás
- Ez a szócikk részben vagy egészben  a(z)   383 című angol Wikipédia-szócikk ezen változatának fordításán alapul.  Az eredeti cikk szerkesztőit annak laptörténete sorolja fel. Ez a jelzés csupán a megfogalmazás eredetét és a szerzői jogokat jelzi, nem szolgál a cikkben szereplő információk forrásmegjelöléseként.